# Betlehem
Betlehem (arabul: بيت لحم, héberül: בית לחם; Betlechem) város Palesztinában, Ciszjordániában, Jeruzsálemtől kb. 10 km-re délre. Az azonos nevű kormányzóság székhelye.
A gazdaság fő ágazata az idegenforgalom. Betlehem a Biblia alapján Jézus szülővárosa.

## Nevének eredete
Betlehem nevének kettős jelentése van:
- kenyér háza – a héber Beit Lehem alapján
- hús háza – az arab Beit Lahm szerint

## Története
A település legkorábbi említése már az Amarna-levelekben feltűnik (Kr. e. 1350–1330). A Biblia alapján Roboám júdai király megerősítette a várost (Kr. e. 10. század).
Kr. e. 750 körül Mikeás próféta jövendölésében is szerepel: „De te, Efratának Bethleheme, bár kicsiny vagy a Júda ezrei között: belőled származik nékem, aki uralkodó az Izráelen; akinek származása eleitől fogva, öröktől fogva van.”
A bibliai hagyomány szerint itt született meg Dávid nemzetségéből Jézus Krisztus. Születésének dátumát a 6. században határozták meg, és ez lett a nyugati időszámítás alapja. A dátum kiszámítása azonban később pontatlannak bizonyult: Jézus legalább négy, legfeljebb nyolc évvel a meghatározott időpontot megelőzően született. Itt zajlott le rövidesen a betlehemi gyermekgyilkosság, amelyben sok kisded lelte halálát.
A 2. század elején, a Bar Kohba-felkelés idején a rómaiak elpusztították. Az ókeresztények azonban gondosan őrizték a szent helyek emlékét. Amikor az egyház szabadságot kapott, Nagy Konstantin felépíttette itt a születés bazilikáját. Betlehem hamar szerzetesi központ lett. Szent Jeromos 382-383-ban itt fordította le latin nyelvre a Bibliát (Vulgata).
A 6. században a szamaritánusok sok kárt tettek a városban és a templomokban, de Justinianus újra rendbe hozatta a bazilikát és a kolostorokat.
Majd a perzsák, utána az arabok hódítása következett, de a bazilika csodával határos módon megmenekült a pusztulástól.
A keresztes háborúk során Tankréd csapatai élén elfoglalta a várost és 1100 karácsonyán itt koronázták meg I. Balduin jeruzsálemi királyt. A keresztesek visszaszorítása után a mamelukok uralma alá került. A 13. század elején érkeztek meg az első ferencesek és 1347-ben végleg megtelepedtek itt.
Betlehem a 16. század folyamán többnyire elhagyatott kis faluvá vált. 1757-ben a bazilika és a születés barlangja is a görög ortodoxok birtokába került. (Jelenleg három közösség között oszlik meg a jog: latin rítusú (római) katolikusok, görög- és örmény-ortodoxok.)
Betlehem 1917–1948 között a brit mandátumterülethez, 1948–1967 között pedig Jordániához tartozott. A hatnapos háború során, 1967-ben Izrael megszállta és közel három évtizedig ellenőrzése alatt tartotta Palesztina jelentős részét, így Betlehemet is. 1993-ban az izraeliek és palesztinok az oslói tárgyalások során megállapodtak arról, hogy Palesztina korlátozott autonómiát kap. Ennek megfelelően az izraeli csapatok 1995-ben kivonultak Betlehemből is, ami a Palesztin Autonóm Területek része lett.

## Látnivalók

### Születés Temploma
A világ egyik legrégebben működő temploma, amelyet a legenda szerint Jézus születésének helyén emeltek. Építését Szent Ilona Augusta szorgalmazta 326-ban. Makariosz püspök kezdte meg a munkálatokat, melyeket 333-ban fejeztek be.
A nyolcszög alaprajzú  templom Betlehem leghíresebb látnivalója. Kolostorok veszik körül: jobb felől az örmények és görögök, bal felől a ferencesek épülete.

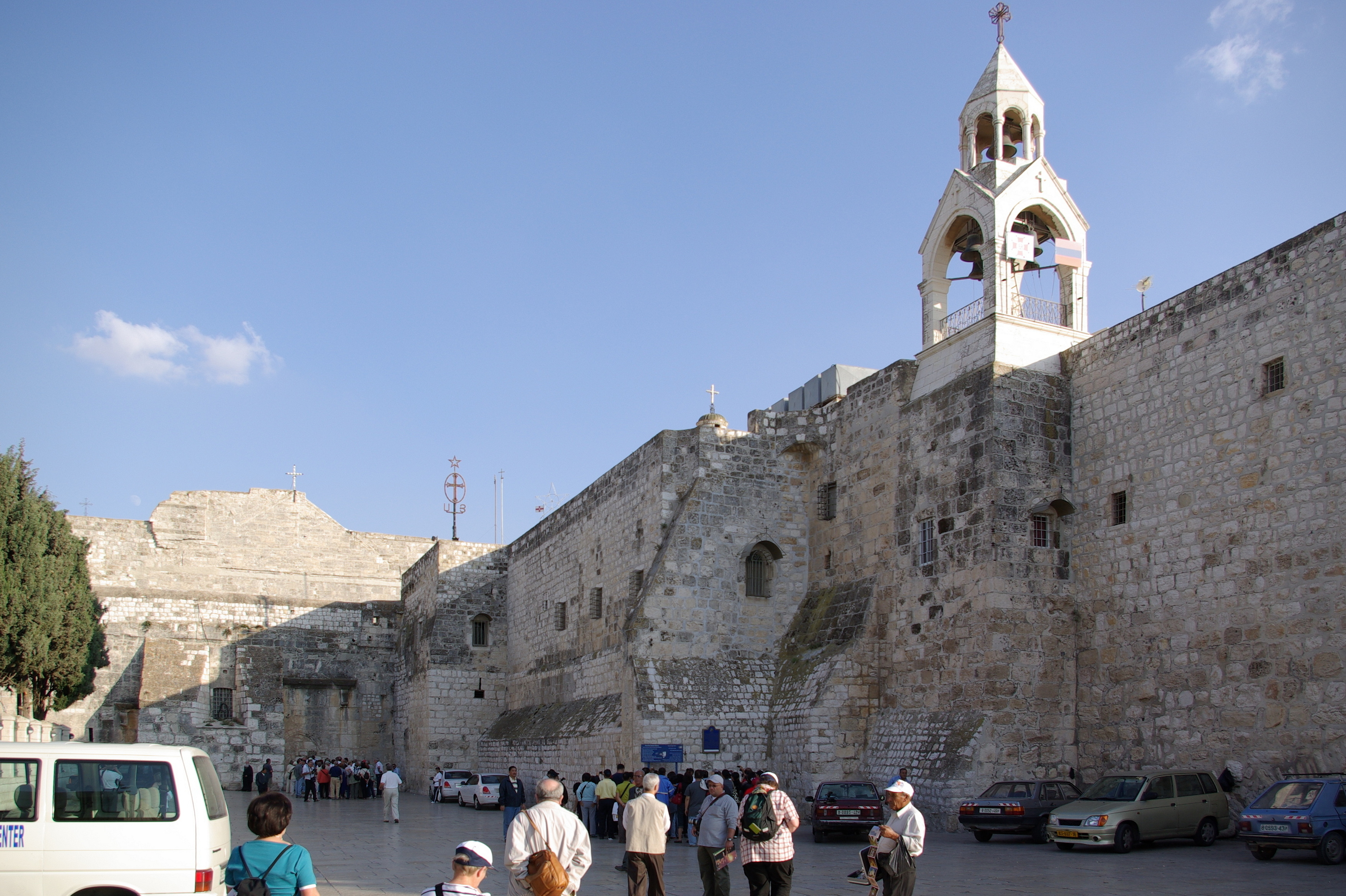
A Születés Temploma
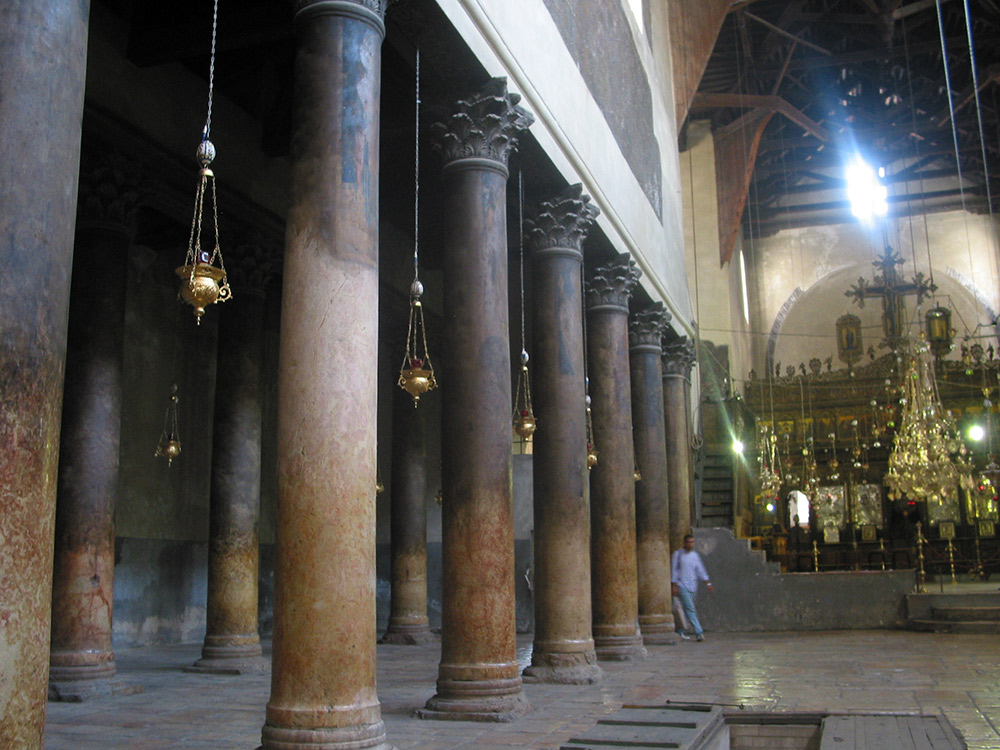
A Születés Temploma belülről
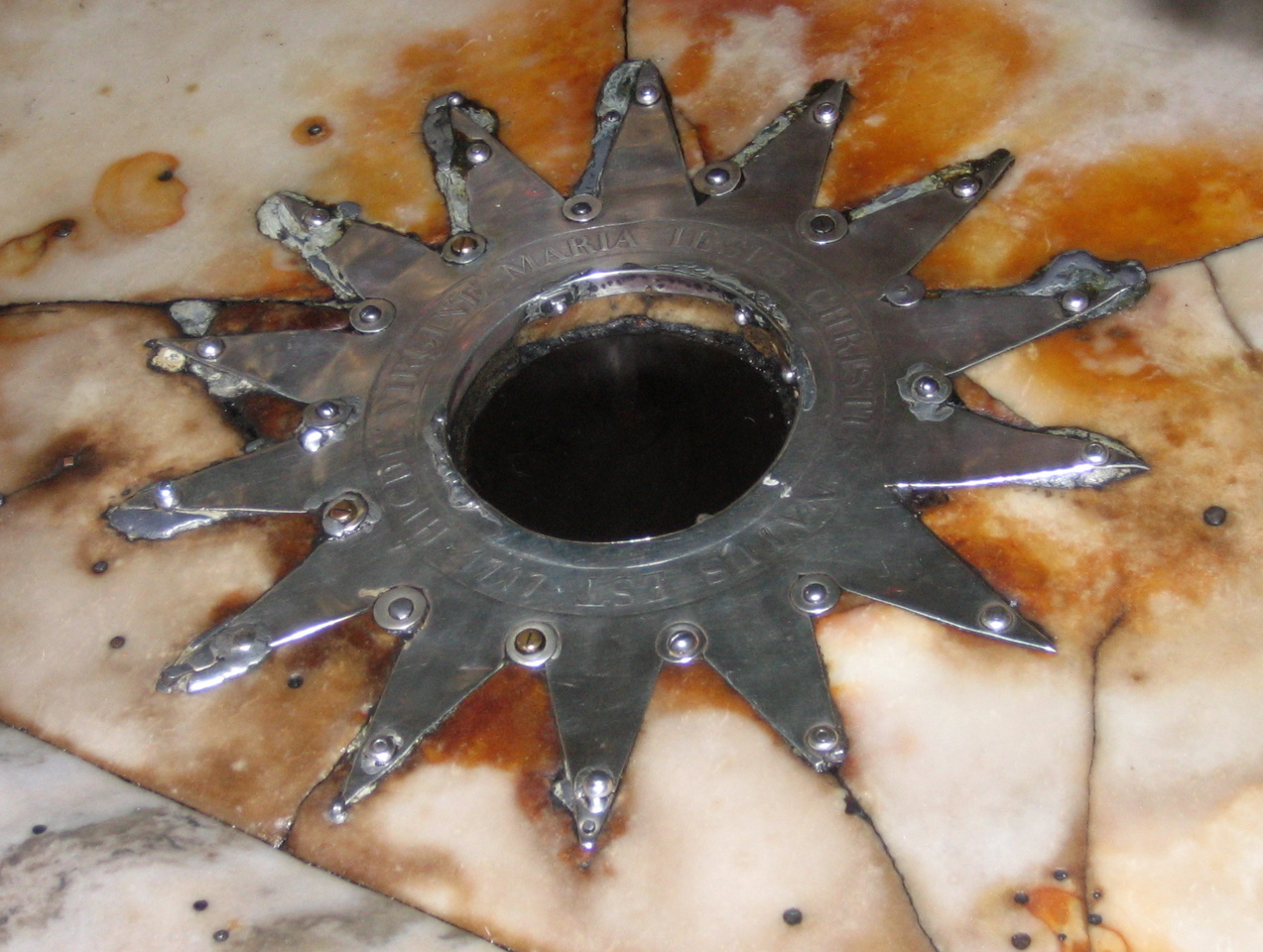
Jézus születésének emlékhelye
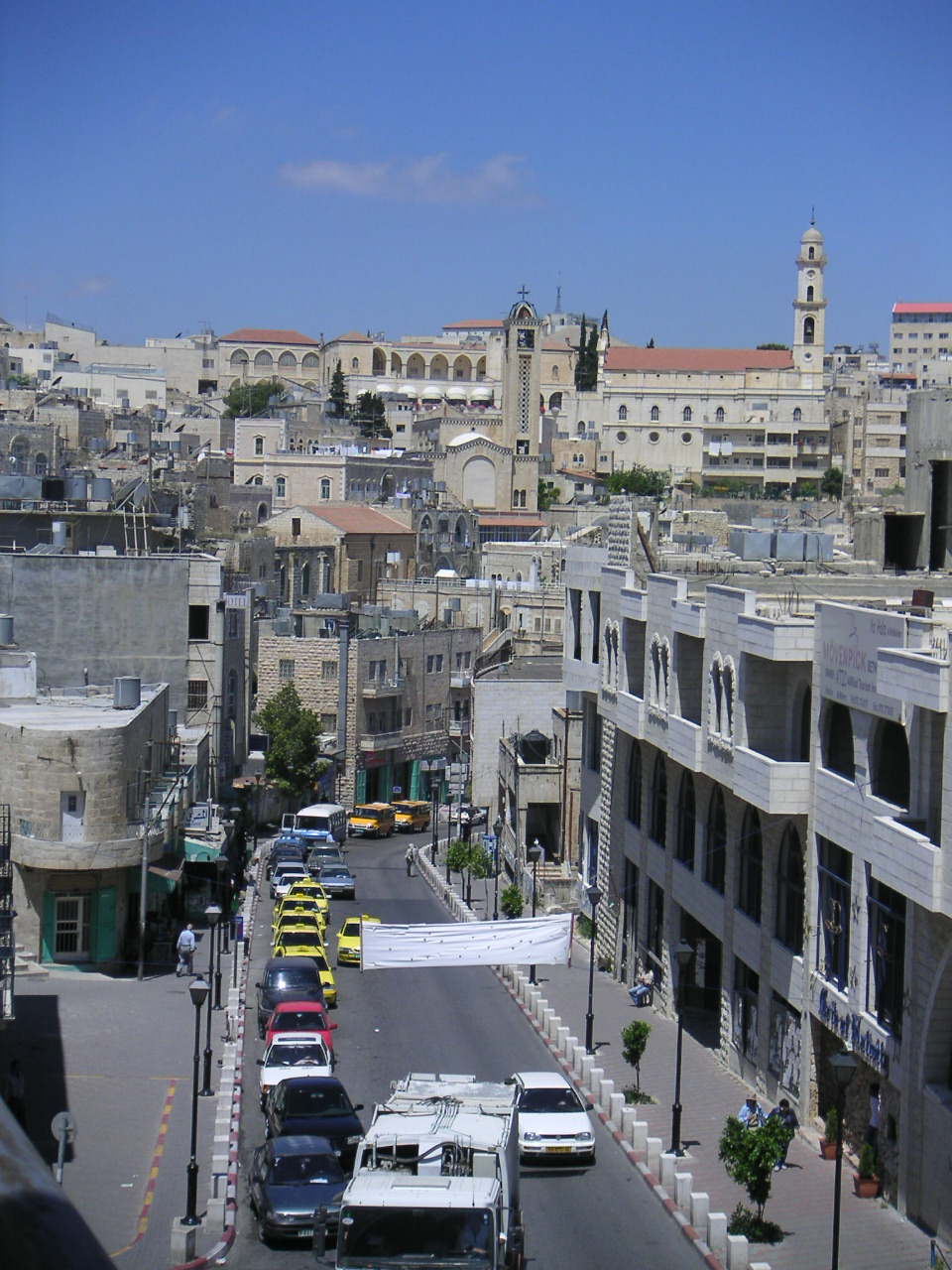
Utcakép
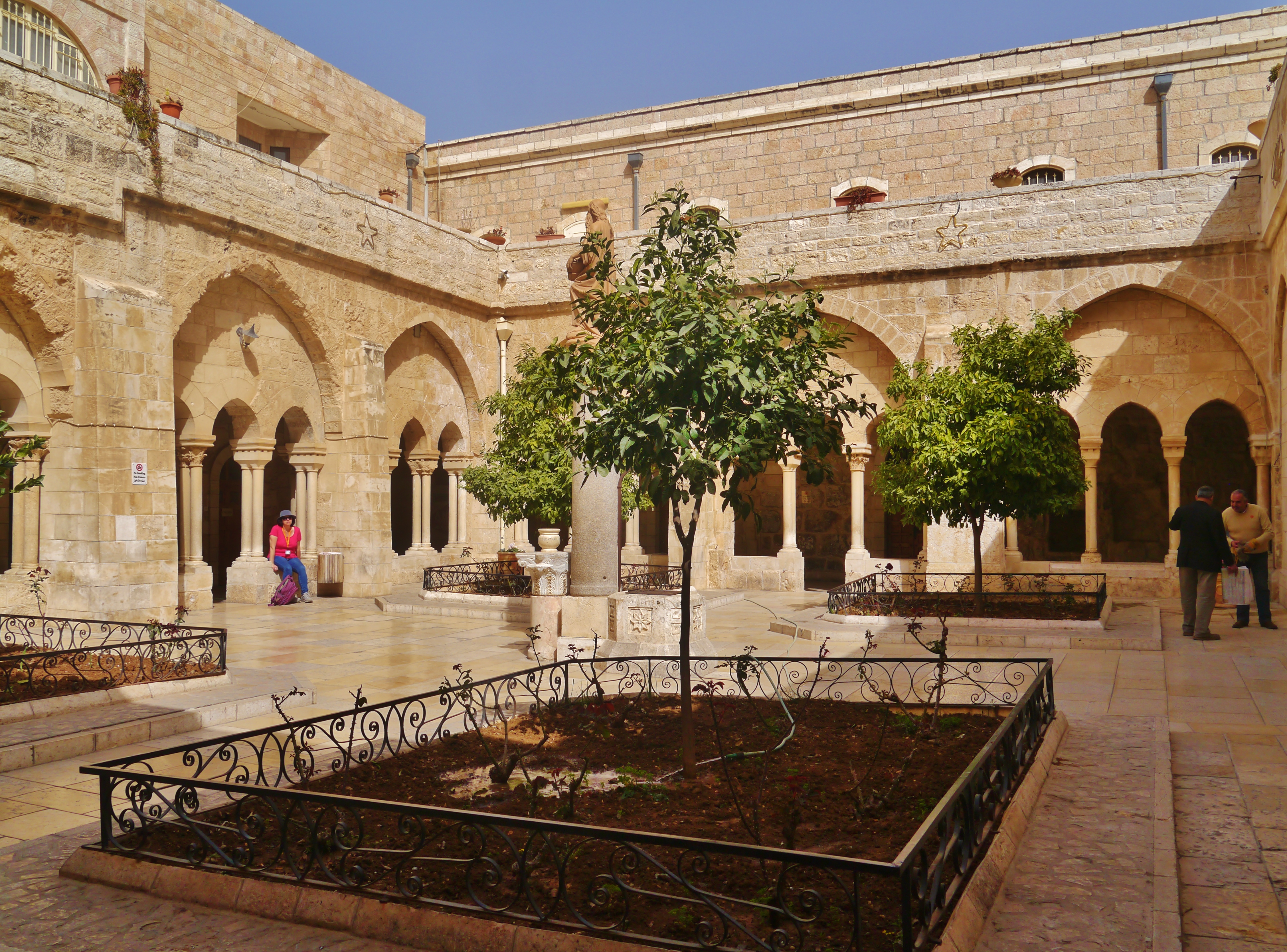
A Szent Katalin templom kolostorudvara

### Szent Katalin templom
A ferencesek építették 1881-ben. Kolostorudvarában található Szent Jeromos szobra.

### Ráchel sírja
Betlehem északi végében található egy kis kupolás épület, amely Ráchel sírja fölött épült. A muszlimok Bilal bin Rabah-mecset (arab: مسجد بلال بن رباح) néven ismerik. A zsidók, arabok és keresztények számára egyaránt szent hely.
Mózes első könyve 35. része így emlékezik meg Jákob feleségének haláláról: „Azután elindultak Bételből. Már csak rövid út választotta el őket Efrátától, amikor szülnie kellett Ráhelnek, de a szülés nehéz volt. A nehéz szülés közben ezt mondta neki a bába: Ne félj, mert most is fiad lett! Amikor már-már elszállt belőle a lélek, mert haldoklott, Benóninak nevezte el a fiát. Az apja viszont Benjáminnak nevezte. Így halt meg Ráhel, és eltemették az Efrátába, azaz Betlehembe vezető úton. Sírja fölé emlékoszlopot állított Jákób. Ráhel sírjának az emlékoszlopa ez még ma is.”
A sírról beszámol Órigenész, ókeresztény egyházatya és a bordeaux-i zarándok, Arkuf püspök és mindegyik megemlékezik a fölötte levő emlékműről is. A keresztesek négyszögű építményt emeltek fölé és kupolával fedték be.

### Heródes sírja
Betlehemtől kb. 5 km-re délkeletre fekszik Herodium vagy Herodion néven (héber: הרודיון, arab: هيروديون). Nagy Heródes nagy építkező volt és sok megerősített várost építtetett. Ezek ma már mind romokban hevernek. Betlehemből Herodion a legkönnyebben megközelíthető. 1962-ben végeztek ásatásokat itt és kiásták az erődítmény négy tornyának maradványait és Heródes fényűző palotáját. Az erődítményt a rómaiak rombolták le Kr. u. 70-ben, a zsidó–római háború idején. Heródes sírja nem került elő az ásatások során.

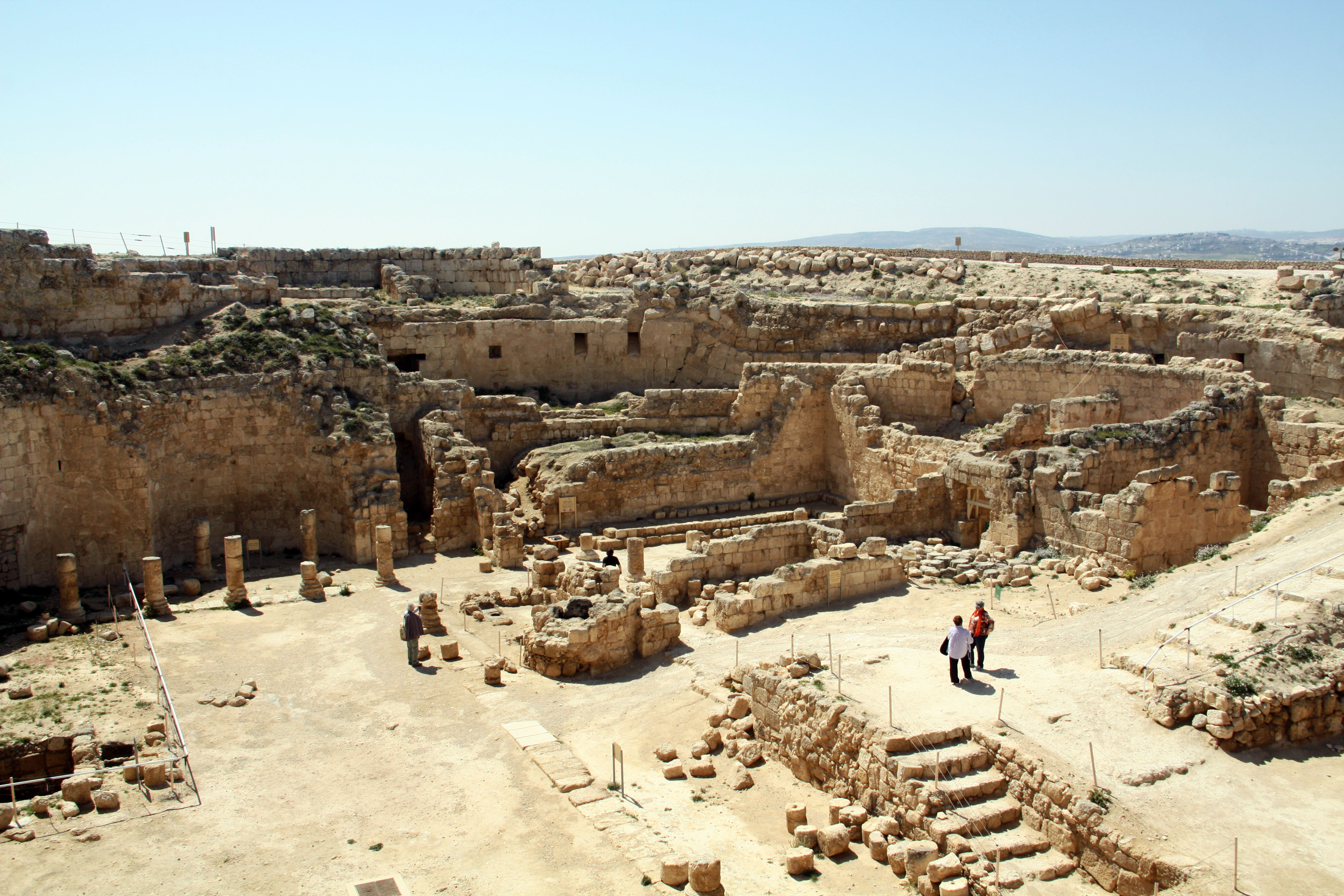
Herodion
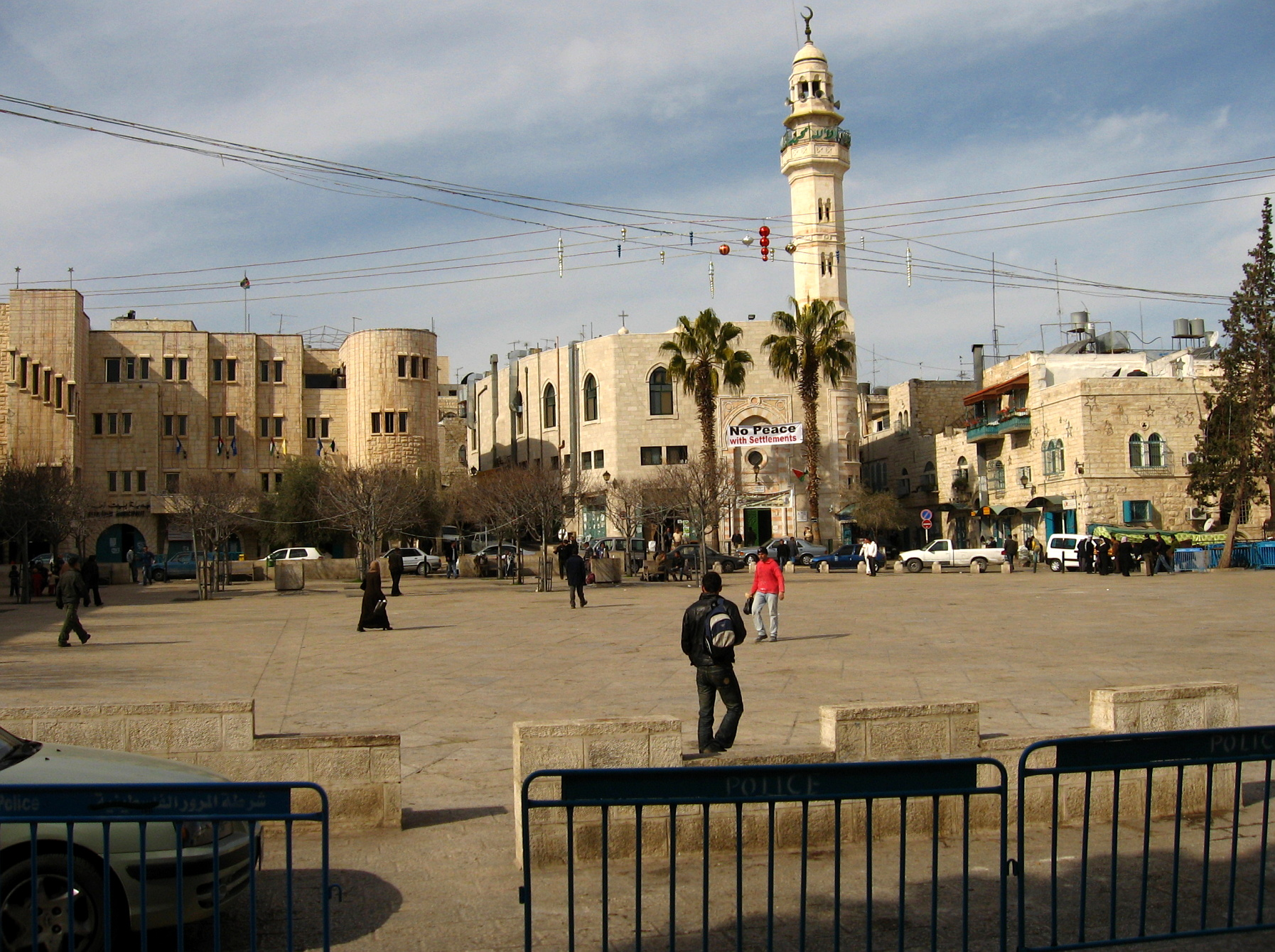
Manger tér
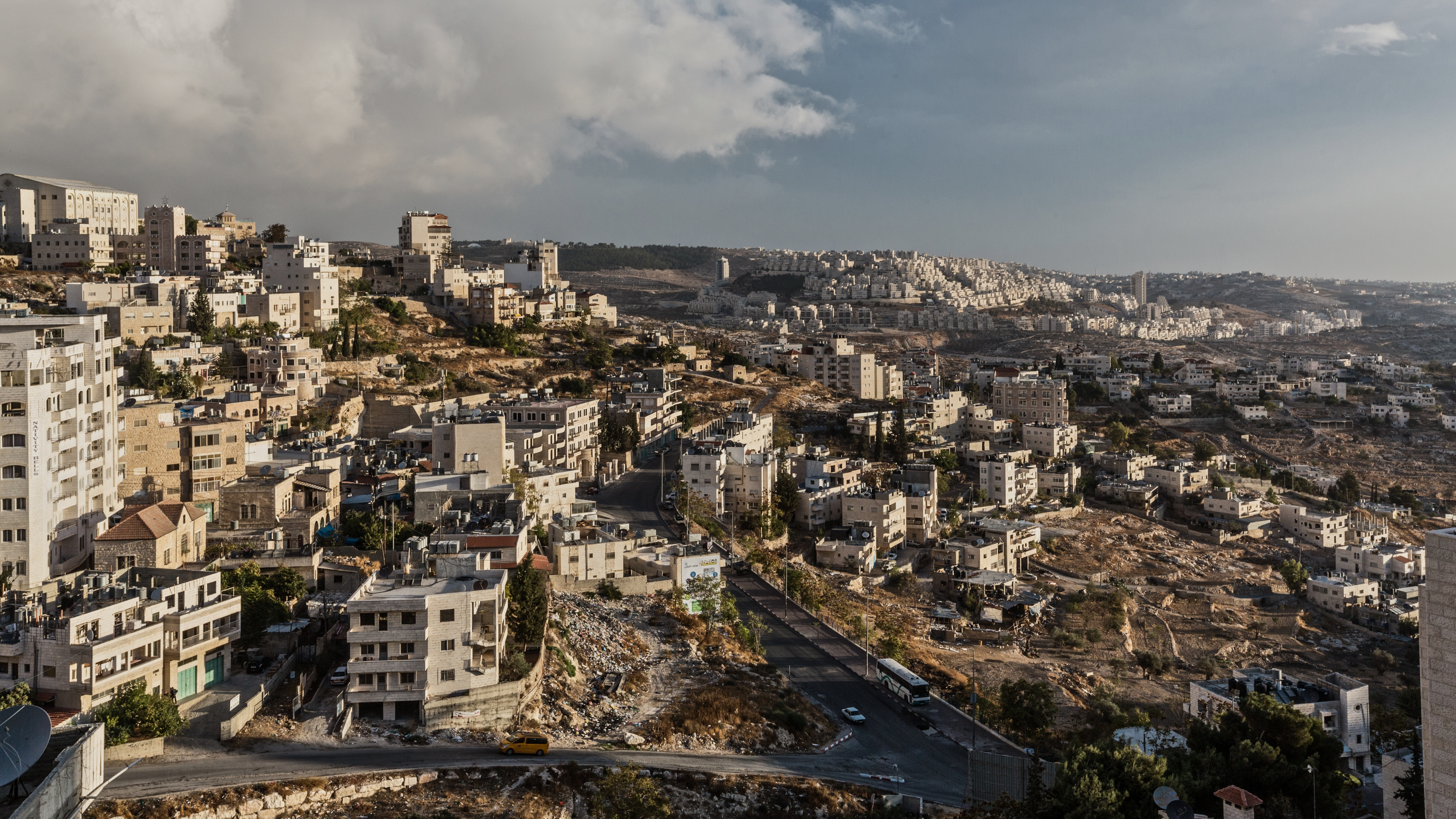
Betlehem, városkép
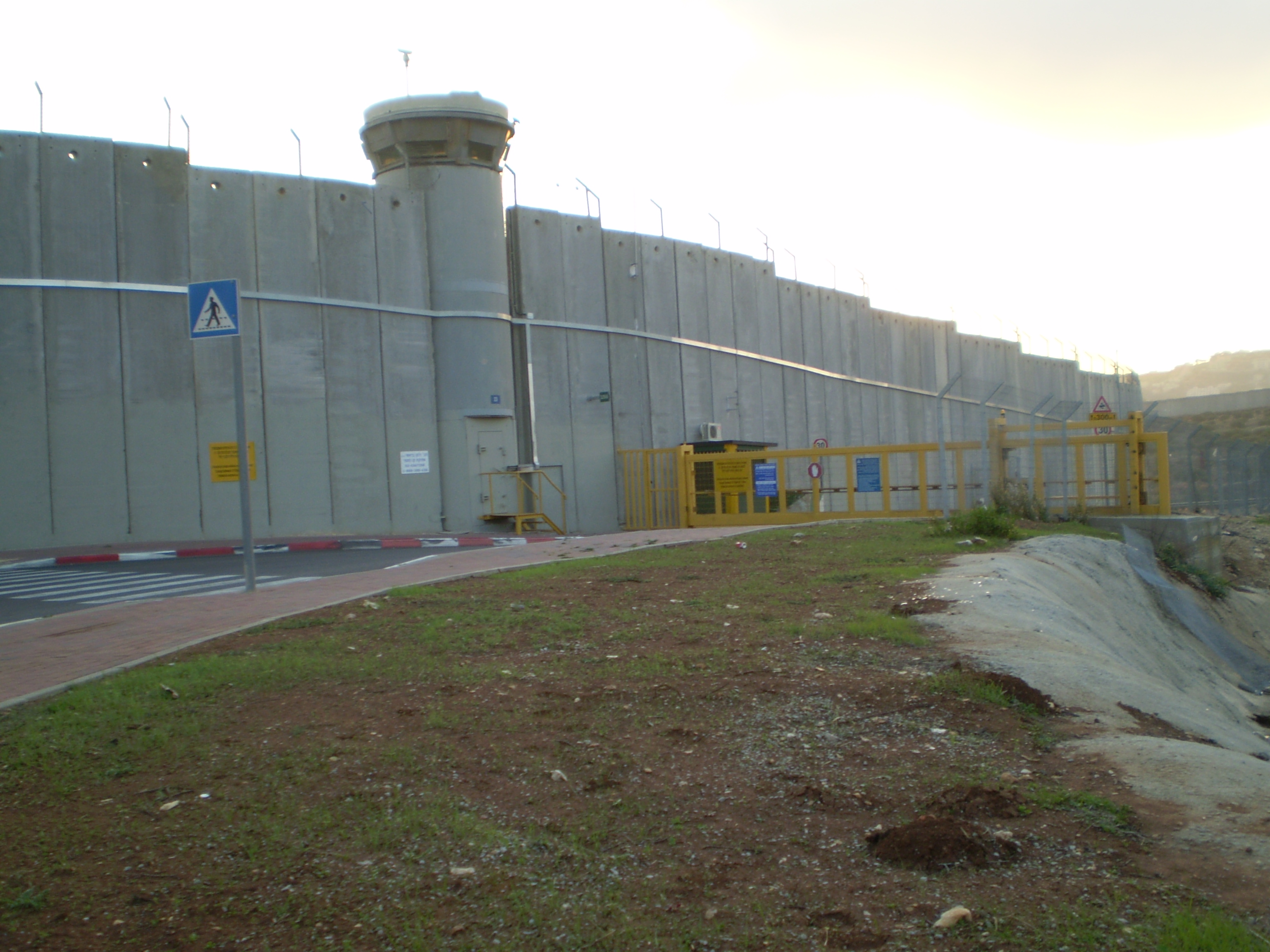
Államhatárfal Betlehem mellett

## Fordítás
- Ez a szócikk részben vagy egészben  a   Bethlehem című angol Wikipédia-szócikk fordításán alapul.  Az eredeti cikk szerkesztőit annak laptörténete sorolja fel. Ez a jelzés csupán a megfogalmazás eredetét és a szerzői jogokat jelzi, nem szolgál a cikkben szereplő információk forrásmegjelöléseként.